# 那加日之出町
那加日之出町（なかひのでちょう）は、岐阜県各務原市の地名。丁番を持たない単独町名である。

## 地理
各務原市の那加地区に属する。
町域の東部は那加元町、西部は那加本町、南部は那加東那加町、北部は那加吾妻町である。

## 歴史
元々は稲葉郡那加村西市場外六ケ所大字入会地の一部である。
1944年（昭和19年）2月11日、那加町西市場外六ケ所大字入会地の市街地の地域で字名の改称と地番変更がおこなわれ、日之出町が成立。1963年（昭和38年）4月1日に各務原市の発足に伴い那加日之出町に改称する。

## 世帯数と人口
2024年（令和6年）10月1日現在の世帯数と人口は以下の通りである。
| 丁目         | 世帯数 | 人口  |
| ------------ | ------ | ----- |
| 那加日之出町 | 79世帯 | 150人 |

## 小・中学校の学区
市立小・中学校に通う場合、学区は以下の通りとなる。
| 番・番地等 | 小学校                   | 中学校               |
| ---------- | ------------------------ | -------------------- |
| 全域       | 各務原市立那加第三小学校 | 各務原市立那加中学校 |

## 主な施設
- 日の出町公民館